# Christine Anu
Christine Anu (Cairns, 15 marzo 1970) è una cantante e attrice australiana.

## Discografia

### Album in studio
- 1995 – Stylin' Up
- 2000 – Come My Way
- 2003 – 45 Degrees
- 2005 – Acoustically
- 2007 – Chrissy's Island Family
- 2012 – Rewind: The Aretha Franklin Songbook
- 2014 – Island Christmas

### Album dal vivo
- 2010 – Intimate and Deadly
- 2015 – ReStylin' Up 20 Years

## Filmografia parziale
- The Alice (2005)
- Outland (2012) - Serie TV
- Ready For This (2015)